# Rościszewo (województwo mazowieckie)
Rościszewo – wieś w Polsce położona w województwie mazowieckim, w powiecie sierpeckim, w gminie Rościszewo. Ma status sołectwa.
Prywatna wieś szlachecka położona była w drugiej połowie XVI wieku w powiecie sierpeckim województwa płockiego. W latach 1975–1998 miejscowość administracyjnie należała do województwa płockiego.
Miejscowość jest siedzibą gminy Rościszewo.
W Rościszewie znajduje się unowocześniony kompleks parkowy, otaczający odrestaurowany dworek, w którym obecnie znajduje się Urząd Gminy Rościszewo, barokowy kościół, któremu patronuje święty Józef, Szkoła Podstawowa im. Fryderyka Chopina w Rościszewie oraz Gminna Biblioteka Publiczna.